# Held der Volksrepublik Bulgarien

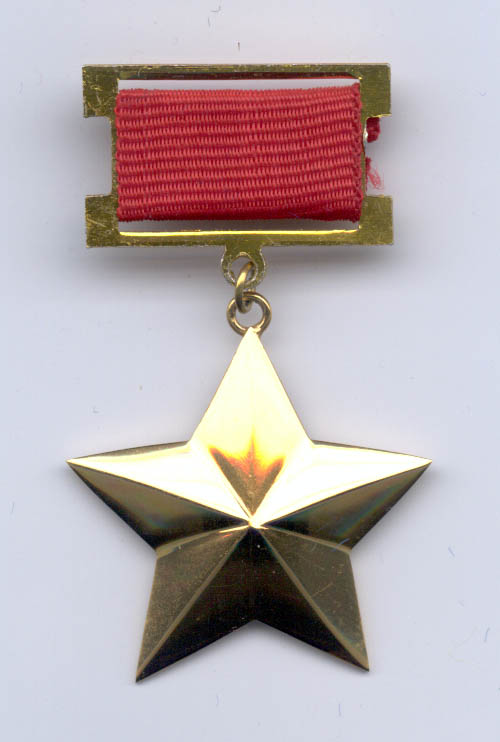
Held der Volksrepublik Bulgarien

Der Ehrentitel Held der Volksrepublik Bulgarien wurde per Dekret Nr. 960 am 15. Juni 1948 durch das Präsidium der Nationalversammlung geschaffen und war zur Auszeichnung von bulgarischen oder ausländischen Staatsangehörigen für heroische Taten oder Verdienste um die Verteidigung des Landes und deren verbündeter Nationen vorgesehen. 

## Aussehen
Die Auszeichnung ist ein goldener fünfstrahliger Stern mit einem Durchmesser von 34 mm. Im Revers trägt er die dreizeilige Inschrift  ГЕРОЙ НА НР БЪЛГАРИЯ (Held der Volksrepublik Bulgarien).

## Trageweise
Getragen wird die Auszeichnung an einem roten Band, das zwischen zwei goldenen Tragebügeln angebracht ist.

## Verleihungen
Mit der Zuerkennung des Titels war auch die gleichzeitige Verleihung des Ordens „Georgi Dimitrow“ verbunden. Bis zur Wende 1990 wurde der höchste Titel des Landes insgesamt 58 Mal verliehen.